# Karl Georg Külb
Karl Georg Külb (* 28. Januar 1901 in Mainz; † 20. Juli 1980 in München) war ein deutscher Filmregisseur und Drehbuchautor.

## Leben
Külb begann nach dem Ersten Weltkrieg ein Jura- und Philosophiestudium und war Mitglied des Corps Hassia. Nach seiner Promotion arbeitete er als Roman- und Bühnenautor. Zu seinen Werken zählen Die Nacht mit Casanova, Der ewige Abenteurer und Sensation in Budapest. 1927 heiratete er Irmgard von Opel, Tochter des hessischen Unternehmers Heinrich von Opel (1873–1928). Das Paar hatte eine gemeinsame Tochter. Die Ehe hielt nur ein Jahr. 1937 wurde Külb Drehbuchautor bei der UFA und gab sein Debüt als Koautor des Propagandafilms Mein Sohn, der Herr Minister. In der Regel verfasste er aber Drehbücher für typische Unterhaltungsfilme, unter den Darstellern waren auch Stars wie Zarah Leander und Marika Rökk. 1939 gab er sein Regiedebüt. Külbs erstes Drehbuch nach Kriegsende für den Film Lang ist der Weg (1948) über das Schicksal einer jüdischen Familie während der deutschen Besatzung Polens im Zweiten Weltkrieg fällt aus dem Rahmen seines sonstigen Œuvres. In den 1950er Jahren lieferte Külb den Stoff für mehrere zeittypische unpolitische Filmkomödien der Adenauer-Ära und führte auch gelegentlich Regie.

## Filmografie
- 1937: Mein Sohn, der Herr Minister – Drehbuch, Liedtexte
- 1938: Der Blaufuchs – Drehbuch
- 1938: Das Mädchen von gestern Nacht – Drehbuch
- 1939: Hallo Janine – Drehbuch
- 1939: Der Stammbaum des Dr. Pistorius – Regie, Drehbuch
- 1939/41: Frauen sind doch bessere Diplomaten (Regie: Georg Jacoby) – Drehbuch
- 1940: Liebesschule – Idee, Regie, Drehbuch
- 1942: Mit den Augen einer Frau – Regie, Drehbuch
- 1943: Liebesbriefe (Regie: Hans H. Zerlett) – Drehbuch
- 1948: Lang ist der Weg – Drehbuch
- 1949: Man spielt nicht mit der Liebe – Drehbuch
- 1949: 12 Herzen für Charly – Drehbuch
- 1950: Sensation im Savoy
- 1950: Eine Frau mit Herz – Drehbuch
- 1950: Die Nacht ohne Sünde – Regie
- 1951: Begierde – Regie, Drehbuch
- 1951: Mutter sein dagegen sehr! – Drehbuch
- 1953: Tante Jutta aus Kalkutta – Regie
- 1953: Heute nacht passiert’s – Drehbuch
- 1953: Ehe für eine Nacht – Drehbuch
- 1953: Die vertagte Hochzeitsnacht – Regie, Drehbuch
- 1954: Die süßesten Früchte – Drehbuch
- 1954: Sonne über der Adria – Regie
- 1955: Königswalzer – Adaption
- 1956: Manöverball – Regie
- 1959: Wenn die Nacht kein Ende nimmt – Drehbuch
- 1960: Conny und Peter machen Musik – Drehbuch